# Бреггівська дифракція

Брегівська дифракція — явище сильного розсіювання хвиль на періодичній ґратці розсіювачів при певних кутах падіння й довжинах хвиль.
Найпростіший випадок Брегівської дифракції виникає при розсіюванні світла на дифракційній ґратці. Аналогічне явище спостерігається при розсіюванні рентгенівських променів,
електронів, нейтронів тощо на кристалічній ґратці.
Інтенсивні піки розсіювання спостерігаються тоді, коли виконується умова Вульфа — Брегга:
{\displaystyle \mathbf {k} \cdot \mathbf {G} =\mathbf {G} ^{2}/2},
де {\displaystyle \mathbf {k} } — хвильовий вектор, {\displaystyle \mathbf {G} } — вектор оберненої ґратки, тобто, при умові, що розсіяна хвиля збігається за фазою з падаючою.
Для дифракційної ґратки з періодом d цю умову можна переписати у вигляді:
{\displaystyle 2d\sin \theta =n\lambda \,},
де θ — кут ковзання, λ — довжина хвилі, n — ціле число, яке називається порядком дифракції. Ця ж формула справедлива для розсіювання хвиль на кристалі кубічної сингонії.
Брегівська дифракція отримала свою назву на честь батька і сина Бреггів (Брегг Вільям Генрі і Брегг Вільям Лоренс), які відкрили дифракцію рентгенівських променів на кристалах у 1913 році. В 1915 році батько й син отримали Нобелівську премію з фізики за це відкриття.